# ماري كريغ كامبل
ماري كريغ كامبل (بالإنجليزية: Mary Greig Campbell)‏ هي أمينة مكتبة نيوزيلندية، ولدت في 17 نوفمبر 1907، وتوفيت في 22 أبريل 1989.